# The Blackwater Lightship (film)
The Blackwater Lightship è un film TV del 2004 diretto da John Erman. Il film è l'omonimo adattamento del romanzo del 1999 Il faro di Blackwater scritto da Colm Tóibín.
Il film fa parte della 53ª stagione di Hallmark Hall of Fame.

## Trama
Un uomo, che si trova nella fase terminale dell'AIDS, torna nella sua casa d'infanzia per essere assistito dalla sorella, dalla madre e dalla nonna.

## Riconoscimenti
- Candidatura ai GLAAD Media Awards 2005 nella categoria miglior film per la televisione.
- Candidatura ai Premi Emmy 2004 per Angela Lansbury nella categoria migliore attrice non protagonista in una miniserie o film per la televisione.
- Candidatura alla 9ª edizione dei Satellite Awards per Keith McErlean nella categoria miglior attore non protagonista in una serie, miniserie o film per la televisione.